# مردم لوم
مردم لوم (ترکی استانبولی: Lomlar) که توسط غیر لوم‌ها به عنوان بوشا یا پوشا نیز شناخته می‌شود (ترکی استانبولی: Poşa, ارمنی: Բոշա، گرجی: ბოშა, روسی: Боша) یا به صورت رومنی ارمنی (کولی‌های ارمنی) (روسی: армянские цыгане، ارمنی: հայ գնչուներ) یا رومی قفقازی (روسی: кавказские цыгане) نامیده می‌شوند. یک گروه قومی هستند که از شبه قاره هند سرچشمه می‌گیرند همچنین دارای پیوستگی تاریخی، زبانی و فرهنگی با ارمنیان هستند. زبان لوماورن آنها یک زبان ترکیبی است که که زبان‌های هندو آریایی را با ارمنی ترکیب می‌کند.

## پراکنش جمعیتی
توده‌های جمعیتی بوشا را می‌توان در ایروان و گیومری در ارمنستان یافت. برخی از بوشاها در ارمنستان زبان ارمنی را پذیرفته و در اکثریت ارمنی همگون شده‌اند. در گرجستان آنها در شهرهایی مانند تفلیس، کوتایسی، آخالکلاکی و آخالتسیخه زندگی می‌کنند.
در ترکیه لوملارها یا پوشالارها در قرن نوزدهم اسلام را پذیرفتند و فرهنگ ترکرا جذب کرده‌اند. آنها بیشتر در آرتوین، ریزه، اردهان و قارص زندگی می‌کنند و خود را ترک مسخ می‌دانند و ریشه لوم خود را پنهان می‌کنند و در عین حال عنوان می‌کنند که کلمات ارمنی را در اثر تماس خود با همشین‌ها به کار می‌برند.

## در ادامه مطلب
- ماروشیاکوا، النا و پوپوف، وسلین. "کولی ها" (Dom - Lom - Rom) در جنوب قفقاز (گرجستان، ارمنستان، آذربایجان)" حفظ خاطرات کولی‌ها. Festschrift به افتخار دکتر Adam Bartosz, hrsg. در مقابل کیوچوکوف، هریستو، ماروشیاکوا، النا، پوپوف، وسلین (روما ۷). ، 2020. IJBF آنلاین . بازدید در ۲۰۲۳-۰۷-۱۴.